# École libre des sciences politiques
Pour les articles homonymes, voir ELSP et Sciences Po.
L'École libre des sciences politiques (ELSP), est un établissement français privé d'enseignement supérieur créé en 1871 par Émile Boutmy. Elle était l'ancêtre de l'Institut d'études politiques de Paris et de la Fondation nationale des sciences politiques qui, en tant qu'ensemble, sont appelés Sciences Po.
En vertu de l'ordonnance no 45-2283 du 9 octobre 1945, elle a servi de modèle à l'ensemble des instituts d'études politiques qui sont créés en France à partir de 1945 : outre à Paris, Aix-en-Provence, Bordeaux, Grenoble, Lille, Lyon, Rennes, Saint-Germain-en-Laye, Strasbourg et Toulouse.

## Présentation générale
L'École libre des sciences politiques est une école privée qui, des années 1870 jusqu'à sa transformation en 1945, enseigne les sciences sociales appelées alors « sciences politiques ». L'ELSP joue un rôle majeur dans l'apparition de la science politique en tant que discipline académique en France et en Europe. Aussi, elle acquiert rapidement un quasi-monopole sur la préparation aux grands concours administratifs français.
Si l'école se veut axiologiquement neutre, elle est marquée par le saint-simonisme et le positivisme, ainsi que par le tocquevillisme. Elle représente, selon Hippolyte Taine, un « État-major intellectuel », où « le politique véritable, l'homme d'action, trouvera un jour l'ensemble des renseignements qui le conduiront à une connaissance approfondie, méthodique, progressive, de tous les grands intérêts européens ».
Plusieurs innovations pédagogiques caractérisent l'enseignement de l'école. Si elle recrute des universitaires reconnus, elle fait intervenir de manière majeure des praticiens du droit, de l'économie ou de l'administration, via des recrutements d'anciens ministres, de hauts fonctionnaires, de membres du Conseil d'État, etc. L'école se démarque aussi par ses modalités pédagogiques à base de conférences de méthode tranchant avec les grands cours en amphithéâtre, et par son enseignement de l'art de la synthèse et de l'exposition ordonnée des idées. Enfin, elle donne une place prépondérante à l'actualité politique et à l'histoire politique contemporaine. 

## Histoire

### Contexte et création (1870-1872)
Émile Boutmy souhaite doter les élites françaises des connaissances nécessaires à une gouvernance plus sûre, plus scientifique, plus positiviste, de la France. Cette école devait être une alternative à l'École polytechnique et l'École normale supérieure de la rue d'Ulm, considérées comme trop professionnelles.
L’École libre des sciences politiques est officiellement créée par Émile Boutmy en février 1871. Le titre d'école est choisi pour distinguer l'établissement de l'université, et pour distinguer les enseignements qui y sont tenus des conférences du soir qui sont alors données à Paris ; le terme de sciences politiques est, lui, nouveau. Les statuts sont déposés devant notaire le 2 décembre 1871.

### Chemin de croissance (1906-1936)
Boutmy devient le premier directeur de son établissement en 1871. Il met en place lui-même les enseignements et recrute les enseignants. Il fixe les grandes lignes de l'enseignement de son établissement : un enseignement proche de l'état présent des choses et de l'état de la connaissance. Les statuts disposent que l'enseignement est réparti sur deux années, à raison de 6 à 8 mois de cours par an.
Plusieurs cours sont proposés, qui couvrent des domaines aussi variés que la géographie politique ou encore la sociologie politique qui ne portent souvent pas encore ces noms.
L'école connaît toutefois des années difficiles. Les effectifs stagnent, et les abandons en cours d'année scolaire se font plus fréquents. Des initiatives sont prises dès 1874 pour augmenter le budget publicitaire de l'école. Très vite, l'offre de cours de l'école est indexé sur le programme des concours de la haute fonction publique, et notamment celui du Conseil d'État. Le ministère des Affaires étrangères confie même à des enseignants de l'école le soin de rédiger les programmes du nouveau concours de recrutement en 1877. Si cela donne une nouvelle utilité sociale à l'école, Boutmy est tiraillé entre la mue de l'ELSP en une école d'administration et sa volonté d'en faire une authentique université académique.
Afin de clarifier le programme d'enseignement, deux filières (sections) sont créées au sein de l'école : la section administrative, et la section diplomatique. En 1884, deux nouvelles sections sont créées : section économique et financière, et une section générale (droit et économie),. En 1886, une section dite coloniale, devant former les cadres de l'Empire colonial français, est ouverte, avant d'être fermée en 1889. Au tournant du siècle, une année de scolarité coûte 300 francs (1 000€ de 2022 environ).
Grâce à la professionnalisation de l'école, qui devient un lieu de préparation des concours de la haute fonction publique, l'école gagne en notoriété et en attractivité. Boutmy réussit à faire reconnaître le diplôme de l'ELSP comme équivalent des diplômes d’État nécessaires pour se présenter aux concours d'entrées des corps du ministère des Affaires étrangères, de la Marine, des Colonies, de la Ville de Paris. Les premiers étudiants admis aux concours le sont en 1875. Entre 1876 et 1878, sur 18 admis au Conseil d’État, 14 sont des anciens élèves de l'école ; en ce qui concerne l'Inspection générale des finances, sur 18 admis, 14 sont issus de l'école. En 1879, Boutmy écrit : « l'efficacité [de l'ELSP] dans tous les concours a été établie par des expériences répétées et elle jouit dès à présent d'un véritable monopole ».
Les effectifs augmentent considérablement : l'école passe de 89 admis lors de sa première année à 150 la quatrième et 232 à la huitième. Les locaux exigus de la rue de l'Abbaye ne suffisant plus, l'école s'installe rue des Saints-Pères. En 1879, l'école rachète l'hôtel de Mortemart, au 27, rue Saint-Guillaume, grâce à la généreuse donation d'un million de francs de Maria Brignole Sale De Ferrari, duchesse de Galliera, pour 410 000 francs. L'école commence alors à être fréquentée non plus seulement par des enfants de la noblesse et de la haute bourgeoisie, mais aussi par des enfants de fonctionnaires, de la petite ou même moyenne bourgeoisie. En 1876, Boutmy propose à des étudiants de signer un engagement à rembourser leurs frais de scolarité après avoir obtenu leur diplôme ; dès 1891, des banques octroient des bourses d'études à des employés méritants.
Les innovations pédagogiques et les programmes de cours permettent à l'école de recevoir des prix et récompenses lors de l'exposition universelle de 1873 ainsi qu'à celles de 1889 et de 1900. L'école sert de modèle à l'Istituto Cesare Alfieri et à la London School of Economics et est sollicitée pour son expertise par l'université de Louvain. En 1891, Boutmy crée le grand oral, rite initiatique qui doit permettre d'évaluer la capacité de formulation de problématique et de réponse concise d'un candidat ; il devient obligatoire en 1894. En 1897, il y a 558 étudiants, chiffre que Boutmy considère comme un maximum. Dès 1888, le diplôme de l'ELSP est reconnu par décret du 25 avril 1888 comme équivalent aux licences de droit, de lettres et de sciences.
Sur proposition du fondateur, Anatole Leroy-Beaulieu est élu directeur. Convaincu de la nécessité de mieux accompagner les étudiants étrangers, il crée des conférences de méthode et des cours spécifiques aux internationaux. Il dirige l'école de la mort de Boutmy jusqu'en 1912, date à laquelle il meurt à son tour.
La croissance de l'école reprend pendant l'entre-deux-guerres. Les étudiants étrangers représentent alors 26 % des effectifs estudiantins, quasi-exclusivement inscrits au sein de la section diplomatique. L'enseignement des langues vivantes se développe. Du fait de la hausse de l'attractivité de l'école, d'Eichthal impose l'obtention du baccalauréat pour l'admission. Les étudiants étrangers doivent passer un examen de français. Des travaux de rénovation importants ont lieu, les premiers amphithéâtres sont créés, pour faire place aux 1 700 à 1 900 élèves de l'école ; la bibliothèque passe de 80 à 250 places.

### Du Front populaire à la Seconde Guerre mondiale (1936-1944)
La fin de la Troisième République est une période contrastée pour l'école. La mort du baron d'Eichthal requiert l'élection d'un nouveau directeur ; celui-ci a choisi André Siegfried, qui a refusé le poste. Un comité de direction, composé d'Ernest Picard, le secrétaire général Lebée, Romieu et Siegfried, gère l'école provisoirement, et René Seydoux est chargé de l'exécution des décisions. Son frère Roger Seydoux, élu en 1937, peine à prendre la relève d'un directeur qui a marqué l'école par son volontarisme.
Aussi, l'arrivée au pouvoir du Front populaire est marqué par une remise en cause de l'établissement de la rue Saint-Guillaume. Les leaders du Front populaire tiennent l'école pour un lieu élitaire, et l'oppose à l’École normale supérieure de la rue d'Ulm, dont sont issus certains de ses dirigeants (Léon Blum, Édouard Herriot). L'école met en place une stratégie pour contrecarrer publiquement les critiques et montrer sa bonne volonté. Le comité de direction propose d'ouvrir une cinquantaine de nouvelles bourses pour les étudiants, ce qui est fait dès 1936 ou 1937 avec les bourses Boutmy financées par la Fondation Boutmy, au nombre d'une soixantaine par année scolaire,. La désagrégation du Front populaire et la reconfiguration de l'alliance des radicaux en 1938 sauve l'école.
Lors de la Seconde guerre mondiale, le site parisien est fermé par la Wehrmacht, qui soupçonne l'école d'être un foyer de républicains et de résistance potentielle. Roger Seydoux, secondé par Jacques Chapsal, essaie de négocier pour obtenir la réouverture de l'hôtel de Mortemart. La présence de cadres de la droite réactionnaire au sein du conseil d'administration de l'école et ses réseaux d'anciens élèves permet à l'établissement de rouvrir à Paris dès octobre 1940, avec l'accord du régime nazi et du régime de Vichy. En revanche, l'épuration touche l'école, dont les enseignants juifs tels que Jacques Rueff sont renvoyés. Une antenne est ouverte sous le nom de Centre d'études politiques et administratifs en 1940, sous la direction de Philippe Baume. Parce que l'école est privée, elle peut recruter des enseignants remerciés du système universitaire public, comme Jules Basdevant.

### Libération et nationalisation (1945)
Dès avant la fin de la Seconde Guerre mondiale, en février 1945, les communistes proposent au sein du Gouvernement provisoire de la République française la nationalisation de l’École libre des sciences politiques. La nationalisation se veut à la fois un projet démocratique, mais aussi une sanction vis-à-vis d'une école qui a formé les élites administratives qui ont majoritairement collaboré avec le régime de Vichy.
L'école n'est pas nationalisée. Par une ordonnance, elle est remplacée par  Institut d'études politiques de l'Université de Paris. Le même jour, une ordonnance crée la Fondation nationale des sciences politiques (FNSP), qui reçoit le patrimoine et la gestion administrative et financière de l’École libre, qui demeure ainsi moins contrainte que les autres établissements universitaires français. L'exposé des motifs de l'ordonnance rend hommage à l'école en la transformant : « Aujourd'hui, après de nouvelles guerres, la République reprend la politique qui avait été, en 1871, celle de Boutmy et de ses amis. Elle veut développer la culture économique et sociale des étudiants [...] Elle a fourni un effort remarquable à l'avant-garde de l'Université française pour le développement de la culture française ; elle a su créer parmi ses étudiants les plus méritants un esprit de corps qui a eu ses qualités ; au cours des récentes épreuves, elle est devenue un foyer actif de résistance à l'occupant ». Ainsi, la FNSP et l'Institut d'études politiques doivent « garder la flamme qui a animé la plus grande partie de ses dirigeants ». D'autres instituts d'études politiques sont créés par la suite dans plusieurs grandes villes de France.
En 1988, l'institut d'études politiques de Paris adopte un logo, avec un lion et un renard en support héraldique d'un livre ouvert. C'est une réinterprétation de celui créé par son association sportive dans les années 1930.